# Pterolophia insulana
Pterolophia insulana är en skalbaggsart som beskrevs av Stefan von Breuning 1939. Pterolophia insulana ingår i släktet Pterolophia och familjen långhorningar. Inga underarter finns listade i Catalogue of Life.